# Hayti Heights
Hayti Heights is een plaats (city) in de Amerikaanse staat Missouri, en valt bestuurlijk gezien onder Pemiscot County.

## Demografie
Bij de volkstelling in 2000 werd het aantal inwoners vastgesteld op 771.
In 2006 is het aantal inwoners door het United States Census Bureau geschat op eveneens 771.

## Geografie
Volgens het United States Census Bureau beslaat de plaats een oppervlakte van
2,6 km², geheel bestaande uit land. Hayti Heights ligt op ongeveer 81 m boven zeeniveau.

## Plaatsen in de nabije omgeving
De onderstaande figuur toont nabijgelegen plaatsen in een straal van 16 km rond Hayti Heights.